# Sérgio Cabral
Sérgio de Oliveira Cabral Santos (Río de Janeiro, 27 de mayo de 1937-Río de Janeiro, 14 de julio de 2024) fue un periodista, escritor, investigador y compositor brasileño. Fue el padre del político Sérgio Cabral Filho.

## Carrera
En 1969, se había convertido en redactor político de Última Hora, y se unió a Jaguar y Tarso de Castro  para fundar O Pasquim. Durante la dictadura militar, llegó a estar encarcelado por su activismo a través del periódico.
También trabajó como productor musical entre 1973 y 1981. También como compositor, fue compañero de trabajo de Rildo Hora, escribiendo las letras de canciones como Janelas Azuis, Visgo de Jaca, Velha-Guarda da Portela y Os Meninos da Mangueira, entre otras.
Cabral fue concejal de Río de Janeiro durante tres mandatos, de 1983 a 1993. Posteriormente, fue nombrado asesor del Tribunal de Contas municipal, cargo que ocuparía hasta mayo de 2007, cuando alcanzó la edad máxima de setenta años y tuvo que jubilarse.
Participó activamente en el Carnaval de Río de Janeiro y, desde los años sesenta se relacionó con varias escuelas de samba, como Portela y Mangueira. Formó parte del jurado del concurso de escuelas de samba de TV Globo y se ganó la reputación de ser el juez más estricto. Posteriormente, fue comentarista de las retransmisiones del Carnaval en TVE y en TV Manchete en los años ochenta y noventa. También escribió biografías de varios músicos de samba y otras personalidades, como Tom Jobim, Pixinguinha, Nara Leão, Grande Otelo, Ataulfo Alves y Elizeth Cardoso.
Cabral fue condecorado con la Orden de Río Branco en 2014.
Su hijo, Sérgio Cabral Filho, anunció su fallecimiento el 14 de julio de 2024, después de encontrarse en cuidados intensivos. Tenía 87 años de edad. También anunció que su muerte fue producto a un enfisema pulmonar y complicaciones por alzhéimer.

## Trabajos
- As Escolas de Samba - o que, quem, onde, como, quando e porque (1974)
- Pixinguinha, Vida e Obra (1977)
- ABC do Sérgio Cabral (1979)
- Tom Jobim (1987)
- No Tempo de Almirante (1991)
- No Tempo de Ari Barroso (1993)
- Elisete Cardoso, Vida e Obra (1994)
- As Escolas de Samba do Rio de Janeiro (1996)
- A Música Popular Brasileira na Era do Rádio (1996)
- Pixinguinha Vida e Obra (1997)
- Antonio Carlos Jobim - Uma biografia (1997)
- Livro do Centenário do Clube de Regatas Vasco da Gama (1998)
- Mangueira - Nação Verde e Rosa (1998)
- Nara Leão - Uma biografia (1991)
- Quanto Mais Cinema Melhor - Uma biografia de Carlos Manga (2006)
- Grande Otelo - Uma biografia (2007)
- Ataulfo Alves (2009)